# 水野亜彩子
水野 亜彩子（みずの あさこ、1993年6月4日 -  ）は東京都出身の日本の女子プロサーファーである。神奈川県在住。レプロエンタテインメント所属、JPSA公認プロショートボーダー。血液型はB型、身長161cm。

## 概要
高校1年生の時、15歳でプロに転身しWQSを目指し国内外を問わずコンテストをフォローし、活躍する。2014年はJPSA年間ランキングで2位に。またレプロエンタテインメントと契約し同事務所に所属している。2011年、18歳の時にJPSA第3戦茨城大洗で初優勝を果たした。

## プロフィール
- スタンス：グーフィー
- 好きな食べ物：チーズ、ジャガイモ
- 尊敬する人：努力している人
- 趣味：サーフィン、ハワイに関する研究
- 特技：サーフィン
- ホームポイント：湘南鵠沼
- 焼肉店でアルバイトをしている。

## メディア出演
- ジャンクSPORTS（フジテレビ系列）
- ヒルナンデス!（日本テレビ系列）
- ON＆OFF（BS日テレ）
- 炎の体育会TV(TBSテレビ系列)
- ウワサのお客さま(フジテレビ系列)
- 世界ルーツ探検隊(テレビ朝日系列)
- 辛坊治郎ズーム そこまで言うか!(ニッポン放送ラジオ)
- 超人女子(テレビ朝日系列)

## 大会戦歴
- 2005年　ジュニアオープン　3位
- 2006年　ジュニアオープン　3位
- 2008年　WJC　日本代表
- 2008年　級別　3位
- 2011年　JPSA第3戦　初優勝
- 2014年　JPSA年間ランキング　2位